# Atypus snetsingeri
Atypus snetsingeri SARNO, 1973 è un ragno appartenente al genere Atypus della Famiglia Atypidae.
Il nome deriva dal greco ᾶ-, àlfa-, con valore di negazione della parola seguente, e τύπος, typos, cioè forma, immagine, tipo, ad indicarne la forma atipica a causa della sproporzione dei cheliceri e delle filiere.
Il nome proprio è in onore del dottor Robert Snetsinger, entomologo della Pennsylvania State University, esperto lepidotterologo che ha effettuato ricerche anche su ragni delle famiglie Salticidae, Atypidae e Lycosidae in campo aracnologico..

## Caratteristiche
Questa specie condivide un carattere peculiare con A. muralis e A. karschi: il segmento apicale delle loro filiere posteriori laterali suddiviso. In base ai campioni analizzati questa specie differisce dalle altre di diffusione paleartica nell'avere la parte basale dell'epigino di forma sostanzialmente triangolare piuttosto che quadrata.
I maschi sono lunghi 16,5 millimetri, inclusi i cheliceri; il cefalotorace misura 4,8 x 4,8 millimetri è di colore marrone scuro, rossiccio, brillante, ed ha una linea marginale più scura. I pedipalpi sono piccoli, rivestiti leggermente di peli e di setole. L'opistosoma è lungo 6,5 x 3,5 millimetri, ruvido, è ricoperto di peli nerastri nella parte inferiore. Le filiere sono sei: quelle anteriori laterali sono lunghe 0,4 millimetri, quelle mediane posteriori 0,8 e le due posteriori laterali sono suddivise in quattro segmenti di lunghezza complessiva 2,2 millimetri.
Le femmine sono lunghe 15,5 millimetri, inclusi i cheliceri; il cefalotorace misura 5,5 x 5,1 millimetri è di colore da giallognolo a bruno arancio, con una piccola linea marginale nera e suture di colore nerastro. L'opistosoma è lungo 6,5 x 4,5 millimetri, ruvido, è ricoperto di peli pallidi piuttosto lunghi. Le filiere sono sei: quelle anteriori laterali sono lunghe 0,5 millimetri, quelle mediane posteriori 1,1 e le due posteriori laterali sono suddivise in quattro segmenti di lunghezza complessiva 2,8 millimetri.

## Comportamento
Come tutti i ragni del genere Atypus, anche questa specie vive in un tubo setoso parallelo al terreno, per una ventina di centimetri circa seppellito e per altri 8 centimetri fuoriuscente. Il ragno resta in agguato sul fondo del tubo: quando una preda passa sulla parte esterna, le vibrazioni della tela setosa allertano il ragno che scatta e la trafigge, per poi rompere la sua stessa tela, portarsi la preda nella parte interna e cibarsene..

## Distribuzione
Rinvenuta nella Contea di Delaware dello Stato statunitense della Pennsylvania.